# Samaroo Village
Samaroo Village es una villa de Trinidad y Tobago, que forma parte de la región de Tunapuna-Piarco.

## Geografía
La villa abarca parte de la isla Trinidad y limita al norte con Olton Road, al sur  y este con O'Meara Road (localidad perteneciente al borough de Arima) y al oeste con D'Abadie.

## Demografía
Datos demográficos de la villa de Samaroo Village:
| Gráfica de evolución demográfica de Samaroo Village entre 2000 y 2011 |
|                                                                       |